# 大久保孝義
大久保　孝義（おおくぼ　たかよし）は、日本の医学者。専門は公衆衛生学、疫学、高血圧学。帝京大学医学部衛生学公衆衛生学講座主任教授、大学院医学研究科教授。家庭血圧測定の国際的な重要性を確立し、日本および世界の高血圧診療ガイドラインに影響を与えた研究者として知られる。Hypertension(AHA)誌のGuest Editor、Hypertension Research誌のAssociate Editor、日本循環器病予防学会誌編集長を歴任。

## 略歴
- 1985年 宮城県古川高等学校卒業[1]。
- 1993年 東北大学医学部卒業[7]。
- 1999年 東北大学大学院医学系研究科博士課程修了。
- 2002年 - 2003年 東北大学大学院医学系研究科助手。
- 2003年 - 2004年 同大学院薬学研究科講師。
- 2004年 - 2005年 COEフェロー・客員助教授。
- 2005年 - 2007年 東北大学大学院薬学研究科助教授。
- 2007年 - 2010年 同大学院薬学研究科准教授
- 2010年 - 2013年 滋賀医科大学医学部准教授・特任准教授
- 2013年 - 現在 帝京大学医学部衛生学公衆衛生学講座主任教授、大学院医学研究科教授。

## 研究と業績
「家庭で測る血圧」の医学的意義を日本において先駆的に確立した研究者の一人である。岩手県大迫町で1980年代から実施されている「大迫研究（OHASAMA STUDY）」に長年関わり、住民を対象にした長期コホート研究を通して以下の知見を明らかにした。
- 1、家庭血圧が診察室血圧よりも将来の脳卒中や心疾患発症の予測精度が高いこと[11]。
- 2、家庭脈拍数が死亡リスクと関連すること[12]。
- 3、降圧薬の効果評価や至適降圧目標設定における家庭血圧の活用法。

これらの成果は、日本血圧学会「高血圧治療ガイドライン2019」の「血圧測定と臨床評価」や、ヨーロッパ高血圧学会ガイドラインにも反映された。

## 主な研究プロジェクト
大迫研究
岩手県大迫町を対象とした住民コホート研究。30年以上にわたり家庭血圧・24時間自由行動下血圧のデータを収集・解析。
HOMED-BP研究
在宅降圧治療の至適管理法を検討する他施設共同試験。
IDHOCO（International Database of Home Blood Pressure in relation to Cardiovascular Outcome）
国際共同研究データベースの構築と解析。

## 執筆・監修
- 『高血圧治療ガイドライン2019』執筆協力（血圧測定法と臨床評価）
- 『内科学第12版』（朝倉書店）「血圧測定法と血圧値の分類」
- 『医療系ウェブメディア・専門書』への寄稿多数。

## 受賞歴
- 井村臨床研究奨励賞
- 日本疫学会奨励賞
- 日本高血圧学会学術賞
- 医療経済研究年間優秀賞（日本の高血圧診療に家庭血圧測定を導入した場合の費用対効果分析に関する研究）

## 学会・社会活動
- 日本高血圧学会評議員
- 日本疫学会会員
- ヨーロッパ高血圧学会血圧測定・変動部会委員
- 国内外の学術誌査読委員を多数務める